# Ліщини (Борисовський район)
Ліщини (біл. вёска Ляшчыны) — село в складі Борисовського району Мінської області, Білорусь. Село підпорядковане Пригородницькій сільській раді, розташоване в північно-східній частині області.